# Narrillos del Álamo
Narrillos del Álamo è un comune spagnolo di 148 abitanti situato nella comunità autonoma di Castiglia e León.